# 陆家嘴功能区域

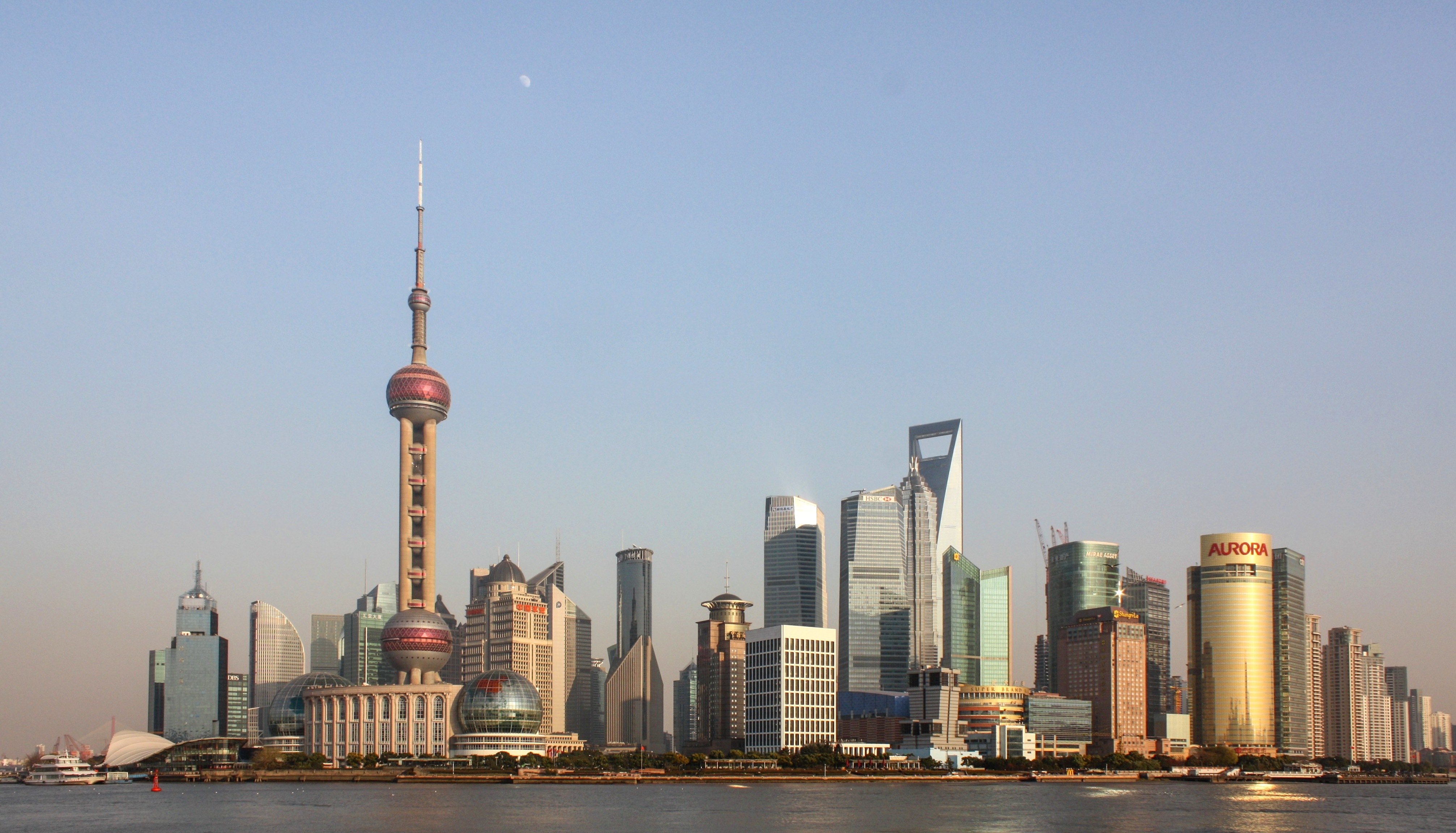
陆家嘴金融贸易区

陆家嘴功能区域，是上海市浦东新区已撤销的一个政府组成部门，成立于2004年，撤销于2010年。其管辖范围包括陆家嘴金融贸易区、花木街道、潍坊新村街道、陆家嘴街道、洋泾街道和塘桥街道。面积42.77平方公里。
2010年，浦东新区撤销了包括陆家嘴功能区域在内的六大功能区，目的是为了取消位于区政府和街道（镇）两级政府之间一级政府组成部门，提高政府办事效率。